# Battling le ténébreux ou la Mue périlleuse

Battling le ténébreux est l'un des trois seuls romans qu'Alexandre Vialatte a publiés de son vivant, en 1928. Le narrateur y évoque son amitié pour Fernand Larache, dit Battling en raison de son physique de "brute paisible", lycéen comme lui dans une sous-préfecture de province, durant l'entre-deux-guerres. Traitant des heurs et malheurs de l'adolescence, ce récit est à rapprocher de L'Attrape-cœurs de Salinger par son propos, même si le ton y est beaucoup plus introspectif et nostalgique. En effet, là où le roman de Salinger est à la première personne et, dans la grande tradition du roman américain, laisse la psychologie se deviner sous l'action, Vialatte recompose une vaste palette de souvenirs tendres, ironiques et mélancoliques de cette époque de la vie où l'on trouve que tout est encore merveilleux, mais où il ne faut surtout pas que les autres - en particulier les adultes -, le sachent.